# Dicamptus lambai
Dicamptus lambai är en stekelart som beskrevs av Nikam och Kanhekar 1984. Dicamptus lambai ingår i släktet Dicamptus och familjen brokparasitsteklar. Inga underarter finns listade i Catalogue of Life.